# Aristó d'Etòlia
Aristó d'Etòlia (en grec Ἀρίστων) va ser un estrateg de la Lliga Etòlia l'any 221 aC.
Per motius de salud, va deixar el comandament directe a Escopes i Dorimac mentre ell es quedava al país. Els dos comandants, davant les amenaces de la Lliga Aquea que consideraven a tothom com a enemic, van envair el Peloponès trencant la treva amb la Lliga Aquea. Aristó, de casa seva estant, deia que la pau entre els aqueus i els etolis continuava.